# Minikoparka

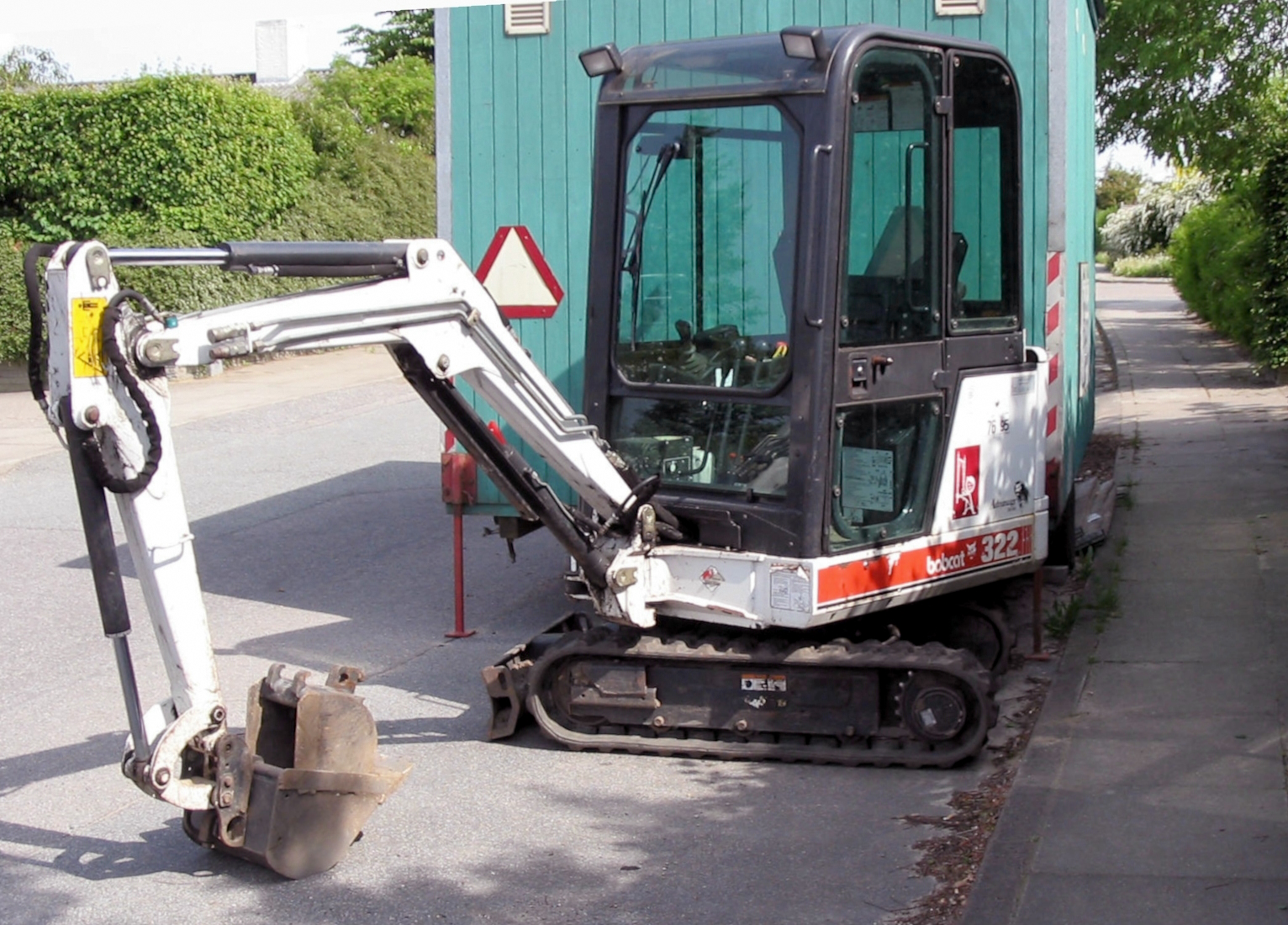
Minikoparka

Minikoparki – rodzina koparek jednonaczyniowych hydraulicznych o masie eksploatacyjnej do 15 ton. Podstawowe elementy konstrukcji są praktycznie takie same jak w typowych koparkach. Wyposażone są najczęściej w podwozie gąsienicowe, z przodu w niewielki lemiesz oraz mechanizm kolumny obrotu wysięgnika (ang. tzw. boom swing). Są to maszyny wielofunkcyjne, uniwersalne wyposażane w wymienny osprzęt roboczy (widły, nożyce, młot hydrauliczny, świder) pozwalający dostosować maszynę do charakteru pracy. Powszechnie stosowane przy drobnych pracach budowlanych.
Pierwszą firmą, która rozwinęła technologię, opracowując i wprowadzając w 1971 roku w pełni obrotową minikoparkę, obecnie rozpowszechnioną na całym świecie, było Takeuchi.